# 誉田駅
誉田駅（ほんだえき）は、千葉県千葉市緑区誉田町二丁目にある、東日本旅客鉄道（JR東日本）外房線の駅である。

## 歴史
開業当初は「野田駅」と称した。野田は同県内の野田市ではなく、旧千葉郡誉田村の大字である。

### 年表
- 1896年（明治29年）1月20日：房総鉄道の野田駅として蘇我 - 大網間の開通時に開業[1]。一般駅[2]。
- 1907年（明治40年）9月1日：房総鉄道が買収され、帝国鉄道庁の駅となる[1]。
- 1909年（明治42年）10月12日：線路名称の設定により、房総線の駅となる[1]。
- 1914年（大正3年）12月1日：誉田駅に改称[3]。
- 1933年（昭和8年）4月1日：房総線から千葉 - 大網 - 安房鴨川間の房総東線分離により、房総東線の駅となる[1]。
- 1962年（昭和37年）10月1日：貨物取扱廃止[2]。
- 1972年（昭和47年）
  - 3月1日：荷物扱い廃止[2]。
  - 7月15日：路線名称変更により、外房線の駅となる[1]。
- 1978年（昭和53年）3月1日：快速列車の停車駅となる[4][5]。
- 1987年（昭和62年）4月1日：国鉄分割民営化に伴い、東日本旅客鉄道（JR東日本）の駅となる[1]。
- 1995年（平成7年）11月4日：自動改札機を設置し、供用開始[6]。
- 1996年（平成8年）7月31日：駅構内のトイレを水洗化（千葉市内のJRの駅では最も遅い水洗化だった）[7]。
- 2001年（平成13年）11月18日：ICカード「Suica」の利用が可能となる[広報 1]。
- 2006年（平成18年）3月23日：橋上駅舎の供用を開始[8]。
- 2008年（平成20年）4月5日：北口駅前広場が完成[9]。
- 2014年（平成26年）3月31日：この日をもってみどりの窓口の営業を終了。

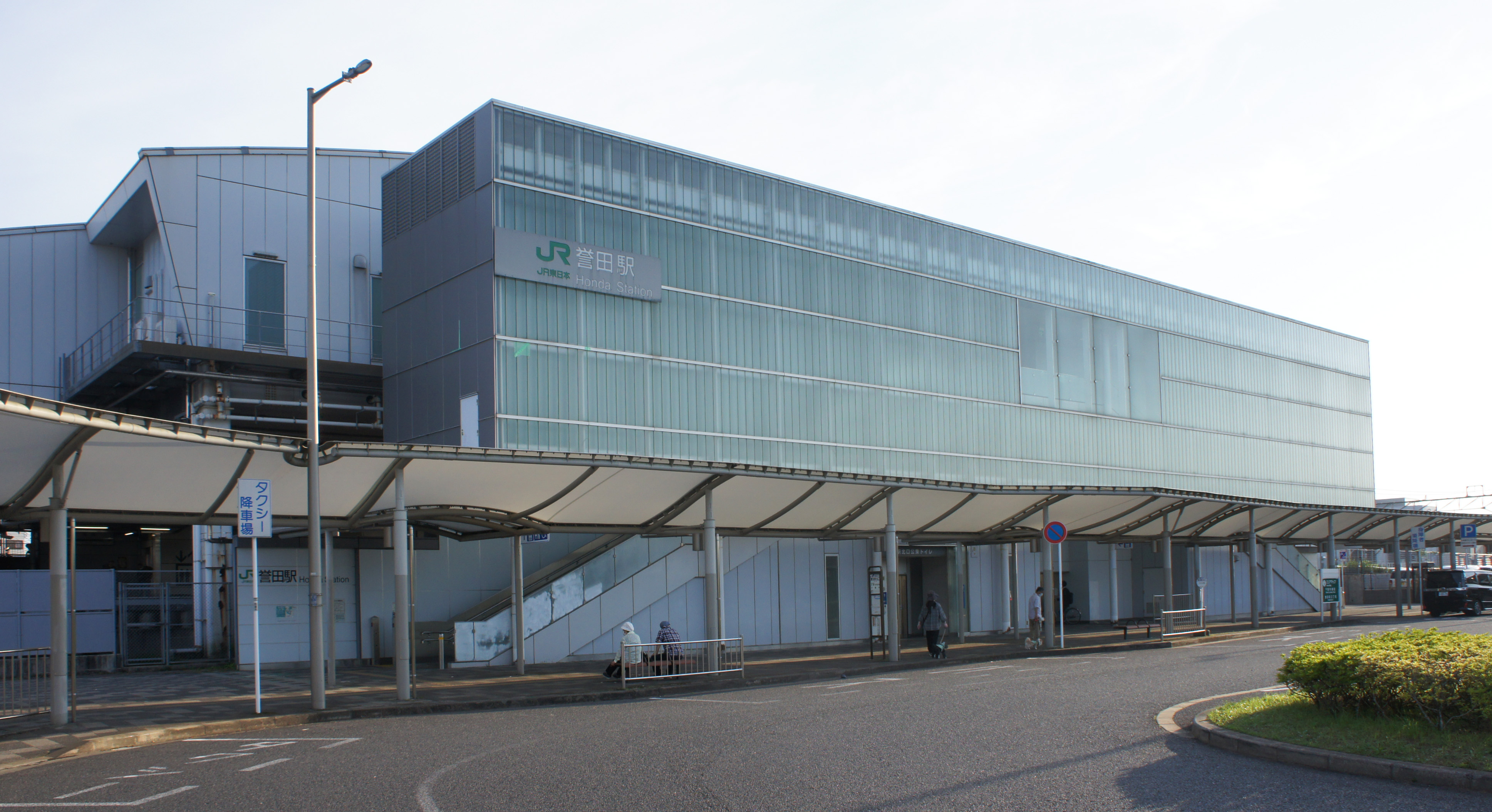
南口（2021年5月）

- 南口（2021年5月）2015年（平成27年）10月20日：業務委託化[10]。

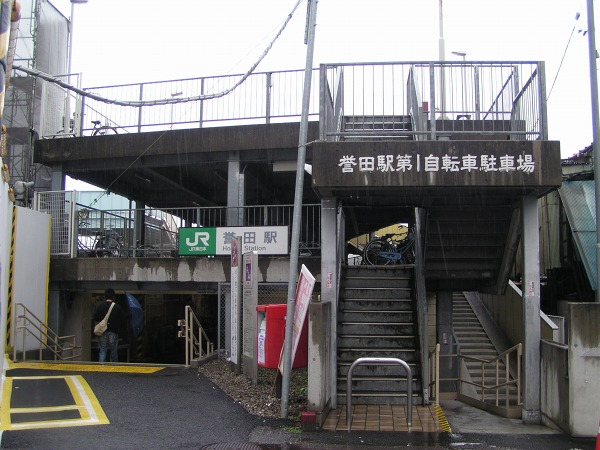
仮駅舎（2005年10月）
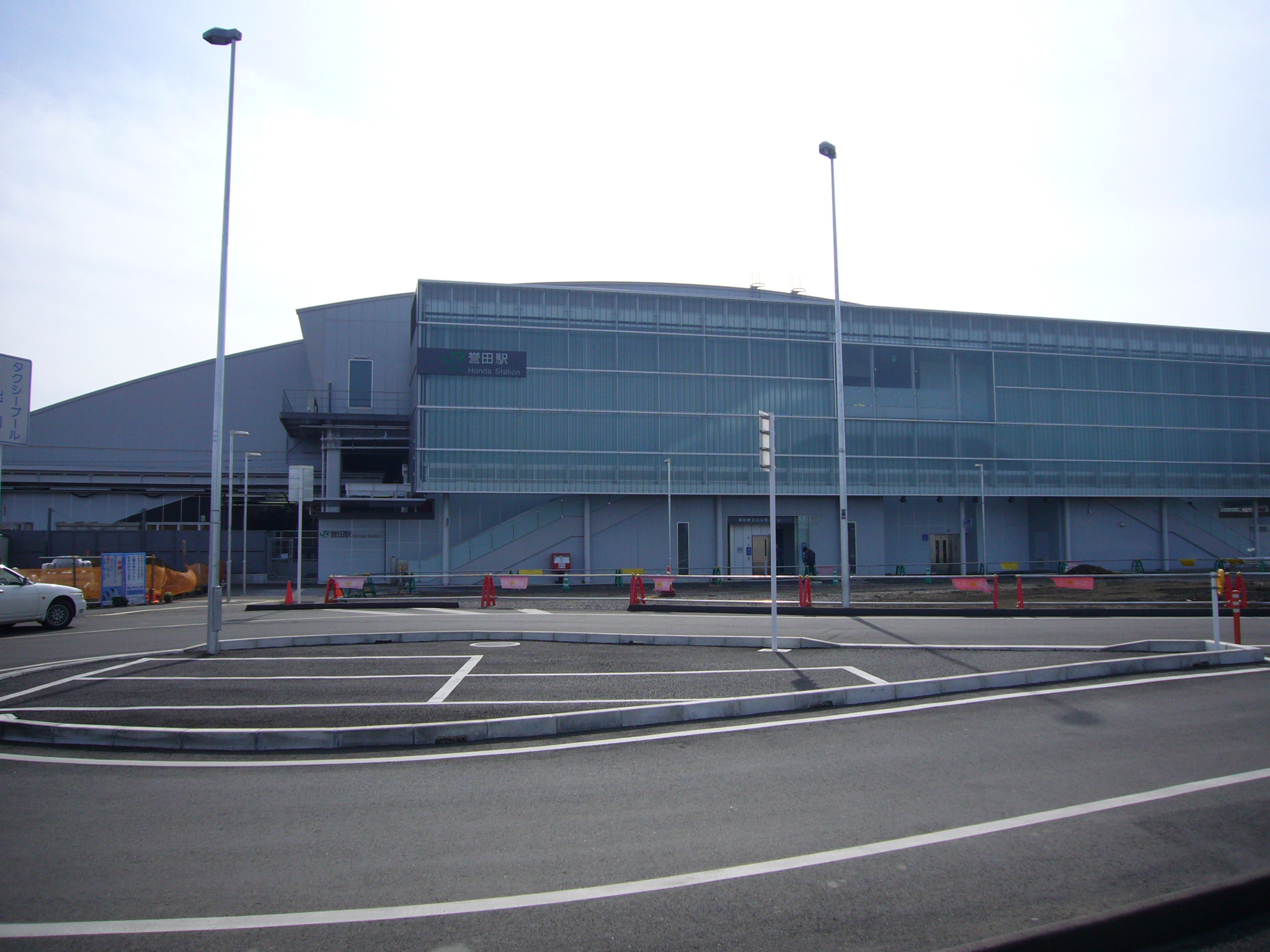
整備中の北口駅前広場（2007年2月）

## 駅構造
単式ホーム1面1線と島式ホーム1面2線、計2面3線のホームを有する地上駅で、橋上駅舎を持つ。千葉市内のJR駅では最後まで地平駅舎を有していた。
2004年（平成16年）10月より橋上駅舎の新築工事が行われ、2006年（平成18年）3月23日から供用が開始された。
工事中は駅前の駐輪場の空きスペースに仮駅舎が設置された。この工事によって2008年（平成20年）4月5日に北口駅前広場が新設され、既存の南口駅前広場は改修が行われた。
茂原統括センター（蘇我駅）管理の業務委託駅（JR東日本ステーションサービス受託）であり、自動改札機・指定席券売機が設置されている。鎌取駅委託化前は同駅の被管理駅であった。

### のりば
| 番線 | 路線    | 方向 | 行先                 |
| ---- | ------- | ---- | -------------------- |
| 1・2 | ■外房線 | 下り | 大網・東金・勝浦方面 |
| 2・3 | ■外房線 | 上り | 千葉・蘇我・東京方面 |

（出典：JR東日本:駅構内図）
- 鎌取駅の利用者増加に伴い当駅始発・当駅止まりの電車が平日7本設定されている。
- 千葉駅 - 当駅間の普通が毎日朝夕に1往復ずつ設定されている。
- また、京葉線直通各停東京行が平日朝夕に1本設定されている。以前には夜に京葉線東京駅発着の列車（京葉線内快速運転）が設定されていたが、2007年（平成19年）3月18日にダイヤ改正で上総一ノ宮まで延長された。それとは別に2009年（平成21年）3月14日ダイヤ改正において、夕方ラッシュ時に当駅折り返しの京葉線直通列車1往復が設定された。
- 総武快速線直通列車の当駅発着系統は定期運用では存在しないが、千葉市蘇我スポーツ公園（最寄りは蘇我駅）でのイベント開催時に運行される臨時列車の一部が当駅発着になった事例がある。定期運用が存在しないため総武快速線用のE217系には「誉田」の行先表示が用意されておらず（車内自動放送・LED案内表示は対応）、「快速」または「臨時」の表示で対応していた。後継のE235系1000番台は後述の折り返し運転の可能性もあることから、当初より「誉田」の行先表示が用意されている。
- 非常時には当駅で折り返しになることがある。2023年の台風13号において当駅‐大網間で不通になった際は千葉駅・蘇我駅 - 当駅間で折り返し運転を行った。[12]

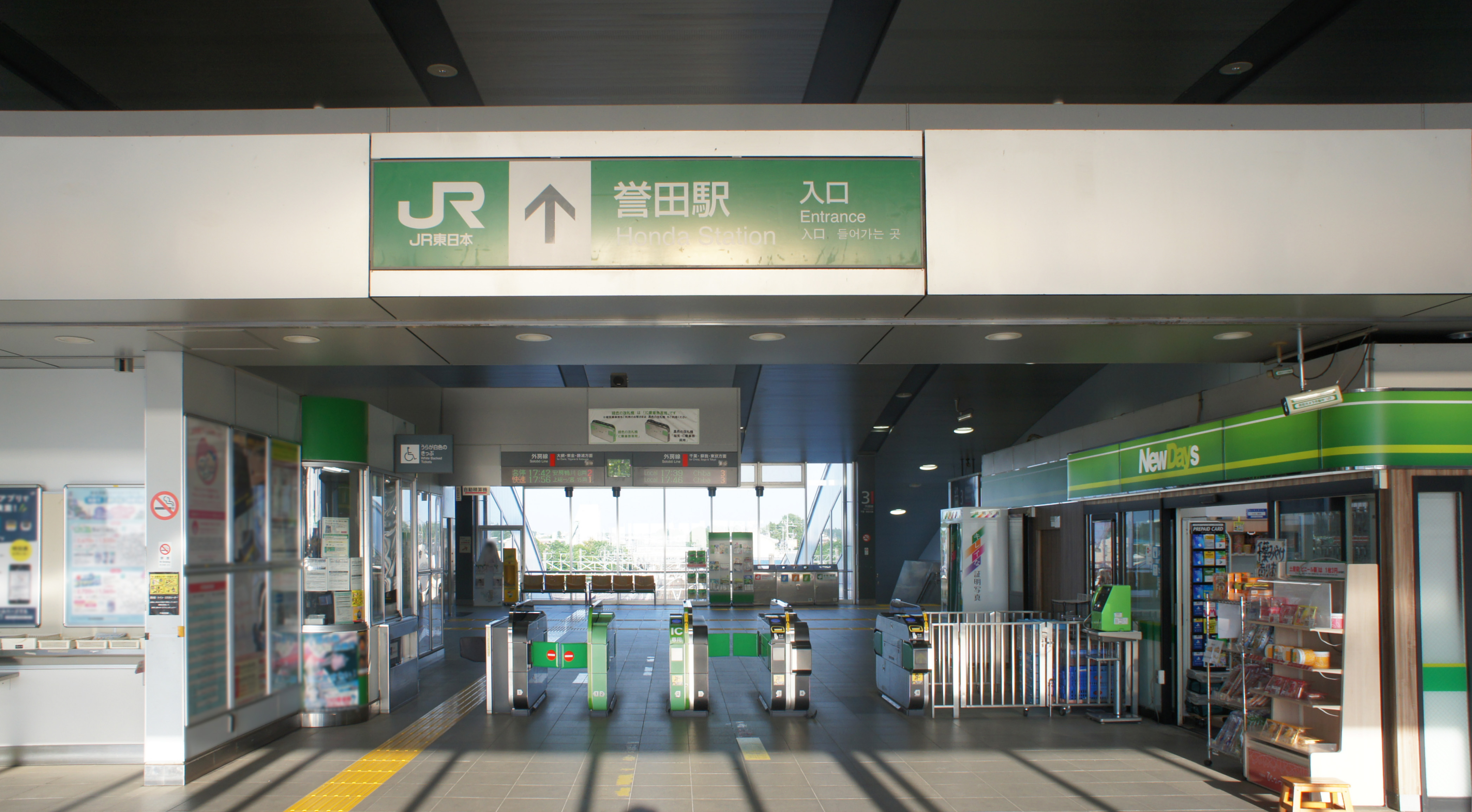
改札口（2021年5月）
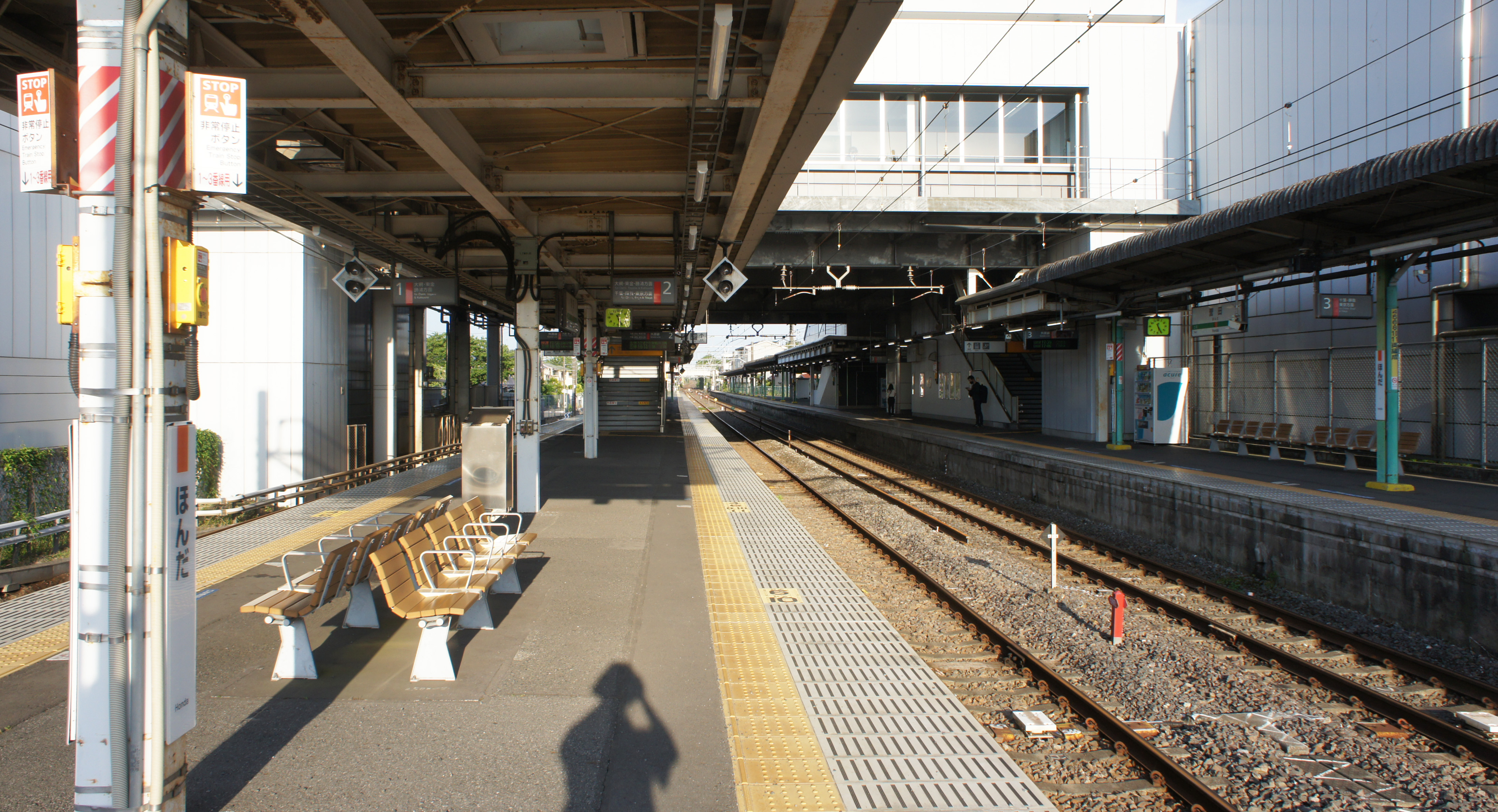
1・2番線ホーム（2021年5月）

### 連結・切り離し作業
当駅2番線は、連結・切り離し作業用の信号設備を有する。
朝夕に各1本設定されている東金線成東駅・外房線上総一ノ宮駅発着の各駅停車（京葉線直通）の連結・切り離し作業は当駅2番線にて実施される。上りは7時台で、上総一ノ宮始発（前6両編成）・成東始発（後4両編成）の順に到着して連結し、10両編成となって発車する。下りは19時台で、成東行（前4両編成）・上総一ノ宮行（後6両編成）の順に切り離して発車する。
東金線が外房線から分岐する大網駅は、駅ホームの手前で外房線（南下）と東金線（北上）が分岐する構造であることから、外房線列車と東金線列車の連結・切り離し作業は不可能である。また、次駅の土気駅も停留所であり連結・切り離し作業に対応していないため、当駅で作業を実施する。

### 発車メロディ
2023年12月14日から、スイッチ制作の発車メロディを使用している。
| 1・2 | ■ | JR-SHR7-3 |
| 3    | ■ | JR-SHR5-1 |

#### 以前の発車メロディ
橋上駅舎化前から、テイチク制作のメロディを使用していた。
| 1・2 | ■ | 南風の行方         |
| 3    | ■ | スプリングボックス |

## 利用状況
2023年度（令和5年度）の1日平均乗車人員は6,652人である。
JR東日本および千葉県統計年鑑によると、1990年度（平成2年度）以降の1日平均乗車人員の推移は以下の通り。
| 年度               | 1日平均 乗車人員 | 出典     |
| ------------------ | ---------------- | -------- |
| 1990年（平成02年） | 8,062            | [ * 1 ]  |
| 1991年（平成03年） | 8,407            | [ * 2 ]  |
| 1992年（平成04年） | 8,769            | [ * 3 ]  |
| 1993年（平成05年） | 8,969            | [ * 4 ]  |
| 1994年（平成06年） | 8,939            | [ * 5 ]  |
| 1995年（平成07年） | 8,769            | [ * 6 ]  |
| 1996年（平成08年） | 8,904            | [ * 7 ]  |
| 1997年（平成09年） | 8,629            | [ * 8 ]  |
| 1998年（平成10年） | 8,509            | [ * 9 ]  |
| 1999年（平成11年） | 8,282            | [ * 10 ] |
| 2000年（平成12年） | 8,001            | [ * 11 ] |
| 2001年（平成13年） | 7,714            | [ * 12 ] |
| 2002年（平成14年） | 7,534            | [ * 13 ] |
| 2003年（平成15年） | 7,353            | [ * 14 ] |
| 2004年（平成16年） | 7,219            | [ * 15 ] |
| 2005年（平成17年） | 7,158            | [ * 16 ] |
| 2006年（平成18年） | 7,143            | [ * 17 ] |
| 2007年（平成19年） | 7,093            | [ * 18 ] |
| 2008年（平成20年） | 7,042            | [ * 19 ] |
| 2009年（平成21年） | 6,912            | [ * 20 ] |
| 2010年（平成22年） | 6,712            | [ * 21 ] |
| 2011年（平成23年） | 6,641            | [ * 22 ] |
| 2012年（平成24年） | 6,696            | [ * 23 ] |
| 2013年（平成25年） | 6,765            | [ * 24 ] |
| 2014年（平成26年） | 6,648            | [ * 25 ] |
| 2015年（平成27年） | 6,738            | [ * 26 ] |
| 2016年（平成28年） | 6,823            | [ * 27 ] |
| 2017年（平成29年） | 6,961            | [ * 28 ] |
| 2018年（平成30年） | 7,028            | [ * 29 ] |
| 2019年（令和元年） | 7,034            | [ * 30 ] |
| 2020年（令和02年） | 5,478            |          |
| 2021年（令和03年） | 5,832            |          |
| 2022年（令和04年） | 6,326            |          |
| 2023年（令和05年） | 6,652            |          |

## 駅周辺
駅の南側すぐのところに千葉県道20号千葉大網線（大網街道）、千葉県道128号日吉誉田停車場線が走る。南側は商店街が続き、誉田駅前郵便局や中規模のスーパーマーケットなどが見られる。大網街道を西に進むと千葉市緑消防署誉田出張所、千葉市誉田市民センター・誉田公民館、誉田小学校がある。一方、北側は千葉県道129号誉田停車場中野線、千葉県道67号生実本納線（旧外房有料道路）が走り、2006年（平成18年）に出入口が完成、タクシー乗り場やコインパーキングなどが設置されている。

### 北口（高田側）
- せんどう誉田店
- 千葉市誉田さくら公園
- 千葉市立誉田東小学校
- たかだの森ニュータウン

### 南口（大網街道側）
- イオンネクスト誉田CFC
- 千葉市立誉田小学校
- 業務スーパー誉田店
- フードランドレオ誉田店
- ウエルシア薬局千葉誉田店
- 千葉南警察署誉田交番
- 誉田駅前郵便局
- 千葉市誉田公民館
- 千葉市立誉田中学校

## バス路線
特記以外は京成バス千葉イーストにより運行されている。空港連絡バスは鎌取・土気両駅にすべての便が停車するのに対して、当駅は駅周辺道路の渋滞が激しいことから一部経由しない便がある。

### 南口発着
1番のりば
- JR千葉駅行
- 鎌取駅行
- 空港連絡バス：羽田空港行 ※東京空港交通と共同運行

2番のりば
- 大網駅行

5番のりば
- 越智はなみずき台行

この他、リソルの森送迎バスも運行している。

### 北口発着
1番のりば
- 千葉東霊苑行 ※お盆・お彼岸期間のみ運行

## 隣の駅
東日本旅客鉄道（JR東日本）
■外房線
■快速（京葉線経由）・■快速（総武線経由）・■普通（各駅停車）
鎌取駅 - 誉田駅 - 土気駅

### 記事本文

##### 広報資料・プレスリリースなど一次資料
1. ↑  “Suicaご利用可能エリアマップ（2001年11月18日当初）” (PDF).   東日本旅客鉄道. 2019年7月27日時点のオリジナルよりアーカイブ。2020年4月30日閲覧。

### 利用状況
1. ↑  千葉県統計年鑑 - 千葉県
2. ↑  千葉市統計書 - 千葉市

JR東日本の2000年度以降の乗車人員
1. 1 2  各駅の乗車人員（2023年度） - JR東日本
2. ↑  各駅の乗車人員（2000年度） - JR東日本
3. ↑  各駅の乗車人員（2001年度） - JR東日本
4. ↑  各駅の乗車人員（2002年度） - JR東日本
5. ↑  各駅の乗車人員（2003年度） - JR東日本
6. ↑  各駅の乗車人員（2004年度） - JR東日本
7. ↑  各駅の乗車人員（2005年度） - JR東日本
8. ↑  各駅の乗車人員（2006年度） - JR東日本
9. ↑  各駅の乗車人員（2007年度） - JR東日本
10. ↑  各駅の乗車人員（2008年度） - JR東日本
11. ↑  各駅の乗車人員（2009年度） - JR東日本
12. ↑  各駅の乗車人員（2010年度） - JR東日本
13. ↑  各駅の乗車人員（2011年度） - JR東日本
14. ↑  各駅の乗車人員（2012年度） - JR東日本
15. ↑  各駅の乗車人員（2013年度） - JR東日本
16. ↑  各駅の乗車人員（2014年度） - JR東日本
17. ↑  各駅の乗車人員（2015年度） - JR東日本
18. ↑  各駅の乗車人員（2016年度） - JR東日本
19. ↑  各駅の乗車人員（2017年度） - JR東日本
20. ↑  各駅の乗車人員（2018年度） - JR東日本
21. ↑  各駅の乗車人員（2019年度） - JR東日本
22. ↑  各駅の乗車人員（2020年度） - JR東日本
23. ↑  各駅の乗車人員（2021年度） - JR東日本
24. ↑  各駅の乗車人員（2022年度） - JR東日本

千葉県統計年鑑
1. ↑  千葉県統計年鑑（平成3年）
2. ↑  千葉県統計年鑑（平成4年）
3. ↑  千葉県統計年鑑（平成5年）
4. ↑  千葉県統計年鑑（平成6年）
5. ↑  千葉県統計年鑑（平成7年）
6. ↑  千葉県統計年鑑（平成8年）
7. ↑  千葉県統計年鑑（平成9年）
8. ↑  千葉県統計年鑑（平成10年）
9. ↑  千葉県統計年鑑（平成11年）
10. ↑  千葉県統計年鑑（平成12年）
11. ↑  千葉県統計年鑑（平成13年）
12. ↑  千葉県統計年鑑（平成14年）
13. ↑  千葉県統計年鑑（平成15年）
14. ↑  千葉県統計年鑑（平成16年）
15. ↑  千葉県統計年鑑（平成17年）
16. ↑  千葉県統計年鑑（平成18年）
17. ↑  千葉県統計年鑑（平成19年）
18. ↑  千葉県統計年鑑（平成20年）
19. ↑  千葉県統計年鑑（平成21年）
20. ↑  千葉県統計年鑑（平成22年）
21. ↑  千葉県統計年鑑（平成23年）
22. ↑  千葉県統計年鑑（平成24年）
23. ↑  千葉県統計年鑑（平成25年）
24. ↑  千葉県統計年鑑（平成26年）
25. ↑  千葉県統計年鑑（平成27年）
26. ↑  千葉県統計年鑑（平成28年）
27. ↑  千葉県統計年鑑（平成29年）
28. ↑  千葉県統計年鑑（平成30年）
29. ↑  千葉県統計年鑑（令和元年）
30. ↑  千葉県統計年鑑（令和2年）